# Danemark aux Jeux olympiques d'hiver de 1988
Cet article contient des informations sur la participation et les résultats du Danemark aux Jeux olympiques d'hiver de 1988, qui ont eu lieu à Calgary au Canada. Le Danemark, représenté par un athlète, prend part aux Jeux d'hiver pour la première fois depuis ceux de 1968.

## Résultats

### Patinage artistique
| Athlète      | Figures imposées | Programme court | Programme libre | Rang |
| ------------ | ---------------- | --------------- | --------------- | ---- |
| Lars Dresler | 14               | 12              | 15              | 14e  |